# The Spotnicks
The Spotnicks sind eine schwedische Instrumentalgruppe, gegründet im Jahr 1958 in Göteborg, die insbesondere in den 1960er-Jahren mit ihrem Twang-Gitarrensound erfolgreich war und mit Gruppen wie den Shadows oder den Ventures verglichen wird. Die Spotnicks lebten vor allem vom charakteristischen Gitarrenspiel ihres Lead-Gitarristen Bo Winberg.

## Bandmitglieder
- Leadgitarre: Bo Winberg (seit 1958, gestorben am 3. Januar 2020)
- Rhythmusgitarre: Bob Lander (alias Bob Starander, verstorben am 4. Mai 2020), Göran Samuelsson, Lennart Hermannson, Bent Andersson, Johann Dielemanns, Matz Nilsson, Douglas Möller u. a.
- Bassgitarre: Björn Thelin (gestorben am 24. Januar 2017), Magnus Hellsberg, Stefan Ericsson u. a.
- Schlagzeug: Ove Johannson, Derek Skinner, Tommi Tausis, Jimmie Nicol, Claes Paetterson, Peter Wiberg u. a.
- Tasteninstrumente: Peter Winsnes, Juri Wiik, Bo Mariette u. a.

Über die Jahre hinweg zählte die Band insgesamt mehr als 100 Mitglieder; Der Großteil der dabei zum Einsatz gekommenen Musiker waren hochdotierte Studiomusiker.

## Biographie
Zu den Gründern der Spotnicks gehörten Bo Winberg, Bo Starander (der sich später Bob Lander nannte), Björn Thelin und Ove Johannson. Die Gruppe, welche sich zunächst The Frazers nannte, gab sich 1961 den Namen The Spotnicks, nachdem am 4. Oktober 1957 mit dem sowjetischen Sputnik 1 der erste künstliche Erdsatellit gestartet worden war und das Zeitalter der Raumfahrt begonnen hatte. Die Band verlieh sich damit ein gewisses Raumfahrerimage: Die Bandmitglieder traten in futuristischen Kostümen als Astronauten auf – originell: Liveauftritte mit Foxtrott-Tanzschritten. Dieses Image wurde weiter gestärkt durch ein für damalige Verhältnisse, und überlegen gegenüber anderen seiner Zeit vergleichbaren Gitarrenbands modernes und subtiles Klangbild, was durch Bo Winbergs Eigenbau der Backline-Gitarren- und Bassverstärker ermöglicht wurde. Insbesondere die Gitarrenanlage des Leadgitarristen Winberg war durch Eigenbau-Röhrentechnik als (HiFi)-Verstärker ausgelegt. Dessen so erzeugter heller, verzerrungsfreier und mit optimal abgestimmten Hall- und Echo-Effekten erzeugter Gitarrenklang wurde unter dem Begriff Space-Sound (Weltraumklang) bekannt.
Ihr erster Manager Stikkan „Stig“ Anderson (späterer Manager der Popgruppe Abba) konnte zunächst den Spotnicks nicht zu Erfolg verhelfen. Bei einem ihrer frühen Auftritte jedoch (die Spotnicks traten bei einer Gala-Veranstaltung veranstaltet vom Piratensender Radio Nord und dem Stockholmer Label Karusell auf) merkte deren künftiger Manager Roland Ferneborg nach dem Konzert an: „Ihr seid wahrscheinlich die beste Band, die ich je gehört habe – aber eure Bühnenshow ist so ziemlich das Schlechteste, das ich je gesehen habe.“ Er stellte der Gruppe sein Ferienhaus zur Verfügung, damit sie an ihrer Choreographie arbeiten konnten.
Es folgte sodann ein zweimonatiges Engagement im Casaleon-Club in Berlin, währenddessen schon ihre erste Single Orange Blossom Special veröffentlicht wurde, die in fast ganz Europa ein Hit wurde, außer in ihrem Heimatland Schweden. Direkt nach den Konzerten in Berlin starteten die Spotnicks zu einer Welttournee, die sie außer nach Australien auf alle Kontinente führte.
Als Anekdote wird erzählt, dass bei einem Konzert 1962 in Paris Bo Winberg seine Gitarre so modifiziert hatte, dass er kabellos mitten unter dem Publikum spielen konnte. Dabei sei beim Umschalten an der Gitarre mit einem Mal der Polizeifunk in den Lautsprechern mitzuhören gewesen. Nach einem weiteren Umschalten seien auch die Polizisten in den Genuss des Konzertes gekommen. Eine kabellose Verbindung zwischen Künstler und Verstärker war Anfang der 1960er Jahre eine revolutionäre Neuheit, womit ebenfalls Bo Winberg seiner Zeit voraus war. Dies blieb jedoch weitgehend unbeachtet und die Künstler der 1960er und 1970er Jahre begnügten sich weiterhin mit Kabelverbindungen. Erst gegen Mitte der 1980er Jahre gelangten industriell gefertigte Funksysteme in den Markt.
Als 1962 (in GB) die Beatles auf der Musikszene erschienen, begann der Ruhm der Twang-Bands, somit auch der Spotnicks, in Europa allmählich zu schwinden; in Japan konnte jedoch der Erfolgskurs zunächst fortgesetzt und sogar ausgebaut werden. Dem sich in dieser Zeit besonders rasch und gravierend verändernden Zeitgeist in der Pop- u. Rockmusik wurde schließlich jedoch Rechnung getragen, indem sich die Gruppe nach einer kurzen experimentellen Phase gegen Ende des Jahrzehnts auflöste. Ein Comeback wurde jedoch nach Neubesetzung um Bo Winberg sowie einer leichten stilistischen Veränderung in Richtung Country, bereits 1972 mit einem weiteren Hit eingeläutet. Ein Erfolg stellte sich insbesondere in Deutschland ein. Für die Olympiaübertragungen in der ARD nahmen die Spotnicks für das Olympiaquiz 6 × 6 den Gordon-Lightfoot-Titel „If You Could Read My Mind“ als Instrumentalstück auf, der sich in der Hitparade bis auf Platz 2 vorarbeitete und am 3. März 1973 mit dem Bronzenen Löwen von Radio Luxemburg ausgezeichnet wurde.
Weitere bekannte und erfolgreiche Titel sind u. a. Amapola, Bonanza, Ghost Riders in the Sky, Johnny Guitar, Telstar, Hava Nagila oder auch die Bo-Winberg-Eigenkomposition Cape Kennedy.
Nach erfolgreicher Wiederformierung wurde es ab Mitte der 1970er Jahre abermals ruhiger um die Spotnicks. Anfang der 1990er Jahre wurde die Gruppe aus gesundheitlichen Gründen Bo Winbergs abermals aufgelöst, jedoch nach dessen Genesung gegen Ende der 1990er-Jahre gemeinsam mit dem einstigen Gründungsmitglied Bob Lander sowie verschiedenen jüngeren Musikern wieder formiert. Die Gruppe war darauf noch eine Weile aktiv und bestritt erfolgreich Tourneen. Bei der Jubiläumstournee zum 50-jährigen Bestehen der Gruppe bereiste sie auch Deutschland und machte am 12. und 13. Januar 2008 in Dortmund Station. 2012 brach die Gruppe schließlich zu ihrer Abschiedstournee auf, die sie im Frühjahr 2019 beendete. Die beiden langjährigen Mitglieder Winberg und Lander starben in kurzem Abstand im Frühjahr 2020.

## Bekannte Stücke (Auswahl)
- Orange Blossom Special (1960)
- Hava Nagila (1960)
- Amapola (1962)
- The Spotnicks’ Theme (1962)
- Happy Guitar (1963)
- Johnny Guitar (1963)
- Last Date (1963)
- Western Guitar (1963)
- Ol’ Man River (1964)
- If You Could Read My Mind (1972)
- If I Were a Carpenter (1973)

## Diskografie
- Ghost Riders in the Sky/Le Dernier Train de L’Espace (Single, Polydor 52 939)
- Space Ship Rendezvous/Drina-March (Single, Polydor 52 206)
- Amapola/Cape Kennedy (Single, Polydor 52 925)
- If You Could Read My Mind/Last Date (Single, Polydor 2121 131)
- The Spotnicks in Paris – Vol. 1962 (Wiederveröffentlichung auf CD)
- The Spotnicks – Back to the Roots (CD, Wiederveröffentlichung von 1962)
- The Spotnicks – Rare French 60’ Tapes (CD)
- Die großen Vier von The Spotnicks (2 Singles im Klappalbum, 1964, Polydor 2607 006)
- The Spotnicks in Stockholm (LP, 1966, Polydor 237637)
- The Spotnicks Around the World (LP, Polydor 623 018)
- Spotnick’s Best (LP, 1971, Karussell 2499 017; CD, 1989, Swedisc – SWECD 403)
- Something Like Country (LP, 1971, Polydor 2485 207)
- Bo Winberg & the Spotnicks – Today (LP, 1973, Polydor 2480 164)
- The Spotnicks Live in Berlin 1974 (Wiederveröffentlichung auf CD)
- The Spotnicks – 20th Anniversary Album (LP, 1980, Polydor 2344 156)
- The Spotnicks (CD, Wiederveröffentlichung einer LP von 1964)
- Unlimited (LP, auch CD 1989)
- The Very Best of – Spotnicks (CD, Koch Media 1991)
- The Spotnicks Millennium Collection (Doppel-CD, 1999, MM Millennium 20.4028-MI)
- Spotnicks Live 1999 (CD)
- The Spotnicks: Never Trust Robots/Chart Toppers (CD mit Aufnahmen aus 2 LPs)
- The Spotnicks Vol. 1–Vol. 6 (Sechs Einzel-CDs)
- The ‘Real’ Amapola (CD, 2011)
- Chart Toppers (Recorded 1977)